# Departamento de San Martín (kommun i Argentina, Corrientes)
Departamento de San Martín är en kommun i Argentina.   Den ligger i provinsen Corrientes, i den nordöstra delen av landet, 700 km norr om huvudstaden Buenos Aires. Antalet invånare är 12 236.
Trakten runt Departamento de San Martín består i huvudsak av gräsmarker. Trakten runt Departamento de San Martín är nära nog obefolkad, med mindre än två invånare per kvadratkilometer.